# Monero
Monero (XMR) je decentralizirana kriptovaluta otvorenog koda usmjerena na privatnost. Koristi prstenaste potpise, povjerljive transakcije i skrivene adrese kako bi osigurala anonimnost korisnika. Pokrenuta je 18. travnja 2014. kao fork Bytecoina i brzo je stekla popularnost zahvaljujući visokoj razini sigurnosti i privatnosti.
Prema pobornicima Monera, ova kriptovaluta predstavlja "duhovnog nasljednika ranih antisistemskih korijena Bitcoina". Monero je kritiziran zbog korištenja od strane kriminalaca, terorista i autoritarnih režima za izbjegavanje sankcija.

## Povijest
Monero je stvoren kao odgovor na zabrinutost vezanu uz privatnost i anonimnost u svijetu blok-lanac tehnologije. Njegovi korijeni sežu do 2012. godine, kada je lansiran Bytecoin, prva implementacija CryptoNote protokola. Dokument upozorava da Bitcoin nije u potpunosti anoniman, budući da su transakcije javno vidljive na blok-lancu. Moneroov protokol temelji se na bijeloj knjizi anonimnog autora pod pseudonimom Nicolas van Saberhagen, pod nazivom "CryptoNote version 2.0", koja je objavljena 17. listopada 2013. godine. Dokument upozorava da Bitcoin nije u potpunosti anoniman, budući da su transakcije javno vidljive na blok-lancu.
Bytecoin je imao problema s distribucijom i povjerenjem zajednice, što je dovelo do njegovog forka 18. travnja 2014. godine, kada je nastao Monero. U početku se zvao Bitmonero, ali je ime ubrzo skraćeno na Monero, što na jeziku esperanto znači kovanica. Ovaj naziv simbolično odražava misiju Monera – omogućiti privatne, sigurne i necenzurirane transakcije svima.
S vremenom je Monero postao jedna od najpoznatijih privatnih kriptovaluta, zahvaljujući tehnologijama poput prstenastih potpisa, skrivenih adresa i povjerljivih transakcija. Njegova zajednica kontinuirano radi na poboljšanju privatnosti i sigurnosti, čineći ga vodećim izborom za one koji žele financijsku anonimnost u digitalnom dobu.

## Rudarenje
Monero koristi Proof-of-Work (PoW) algoritam za rudarenje, ali se značajno razlikuje od Bitcoina jer je dizajniran da bude otporan na ASIC uređaje. To znači da se Monero može učinkovito rudariti koristeći obične procesore (CPU) i grafičke kartice (GPU), čime se omogućuje decentraliziranija mreža i veća pristupačnost rudarima.
Monero koristi algoritam RandomX, koji je optimiziran za procesore i smanjuje prednost specijaliziranog hardvera. Ova prilagodba pomaže osigurati da rudarenje ostane dostupno što većem broju korisnika, umjesto da ga kontroliraju velike rudarske farme.
Jedna od ključnih značajka Monerovog ekonomskog modela je tail emission, koja je stupila na snagu u svibnju 2022. godine. Za razliku od Bitcoina, koji ima ograničenu ponudu od 21 milijuna kovanica, Monero uvodi stalnu nagradu od 0,6 XMR po bloku nakon završetka primarne emisije. Ova metoda osigurava trajni poticaj za rudare, sprječava smanjenje sigurnosti mreže i pomaže u očuvanju stabilnosti transakcijskih naknada.

## Kritika
Zbog visoke razine anonimnosti, Monero su koristile kriminalne skupine i pojedinci kako bi izbjegli zakonu. Primjeri zloporabe Monera u kriminalnim aktivnostima uključuju ransomware napade i prodaju ilegalne robe na darknetu. Monero je također korišten za financiranje terorističkih skupina, poput Islamske države.
To je dovelo do pokušaja Europske unije da zabrani ili ograniči dostupnost takozvanih kovanica za privatnost, među kojima je i Monero. Dvije najveće kriptoburze, Binance i Kraken, uklonile su Monero s platforme iz tog razloga.

## Vanjske poveznice

### Sestrinski projekti
|  | Zajednički poslužitelj ima još gradiva o temi Monero |

### Mrežna sjedišta
- Monero – službene stranice (engl.)